# Desa Karangagung (administrativ by i Indonesien, Jawa Barat)
Desa Karangagung är en administrativ by i Indonesien.   Den ligger i provinsen Jawa Barat, i den västra delen av landet, 190 km sydost om huvudstaden Jakarta.